# Pfarrkirche Bruckmühl

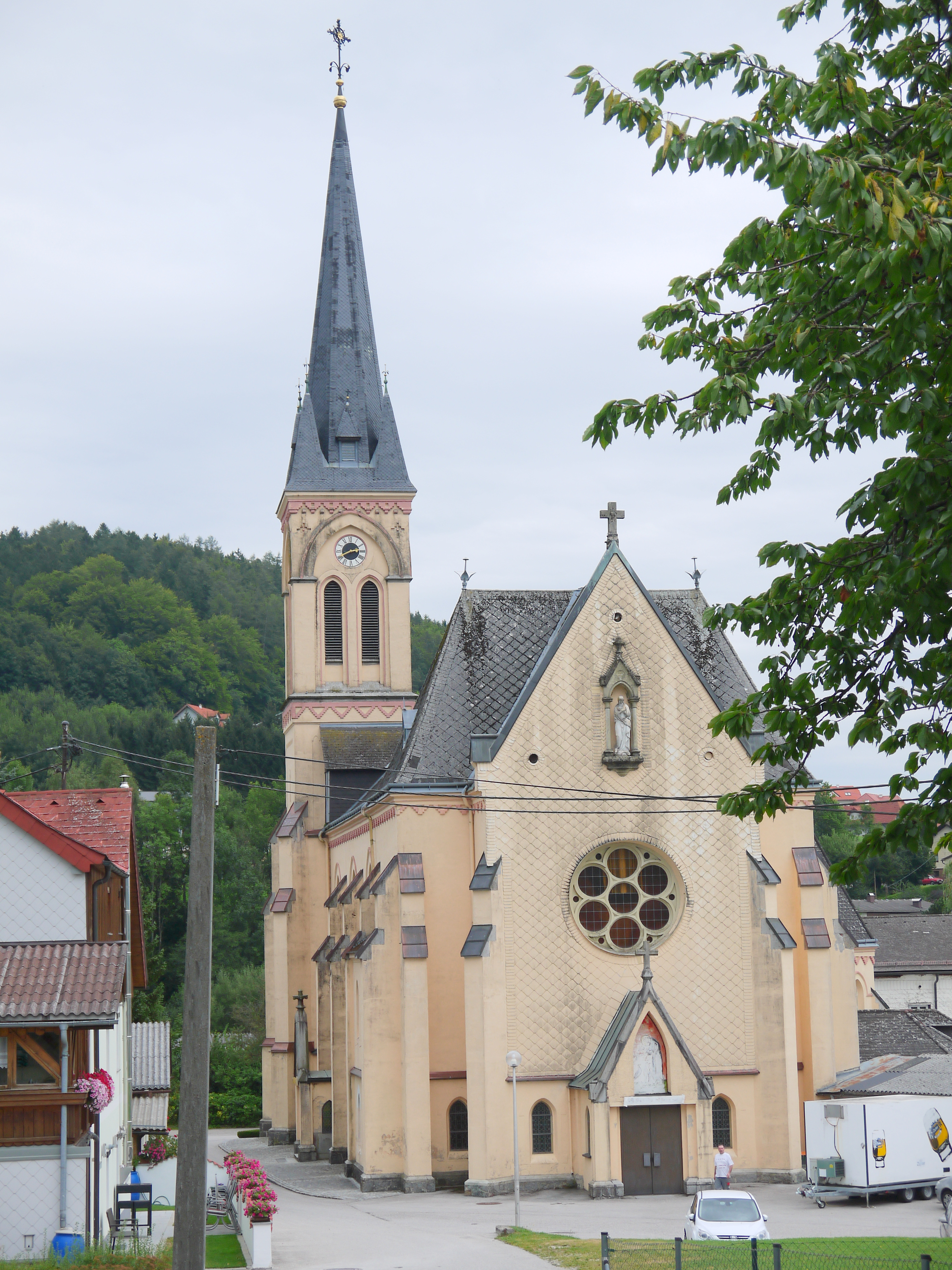
Kath. Pfarrkirche zum heiligsten Herzen Jesu in Bruckmühl

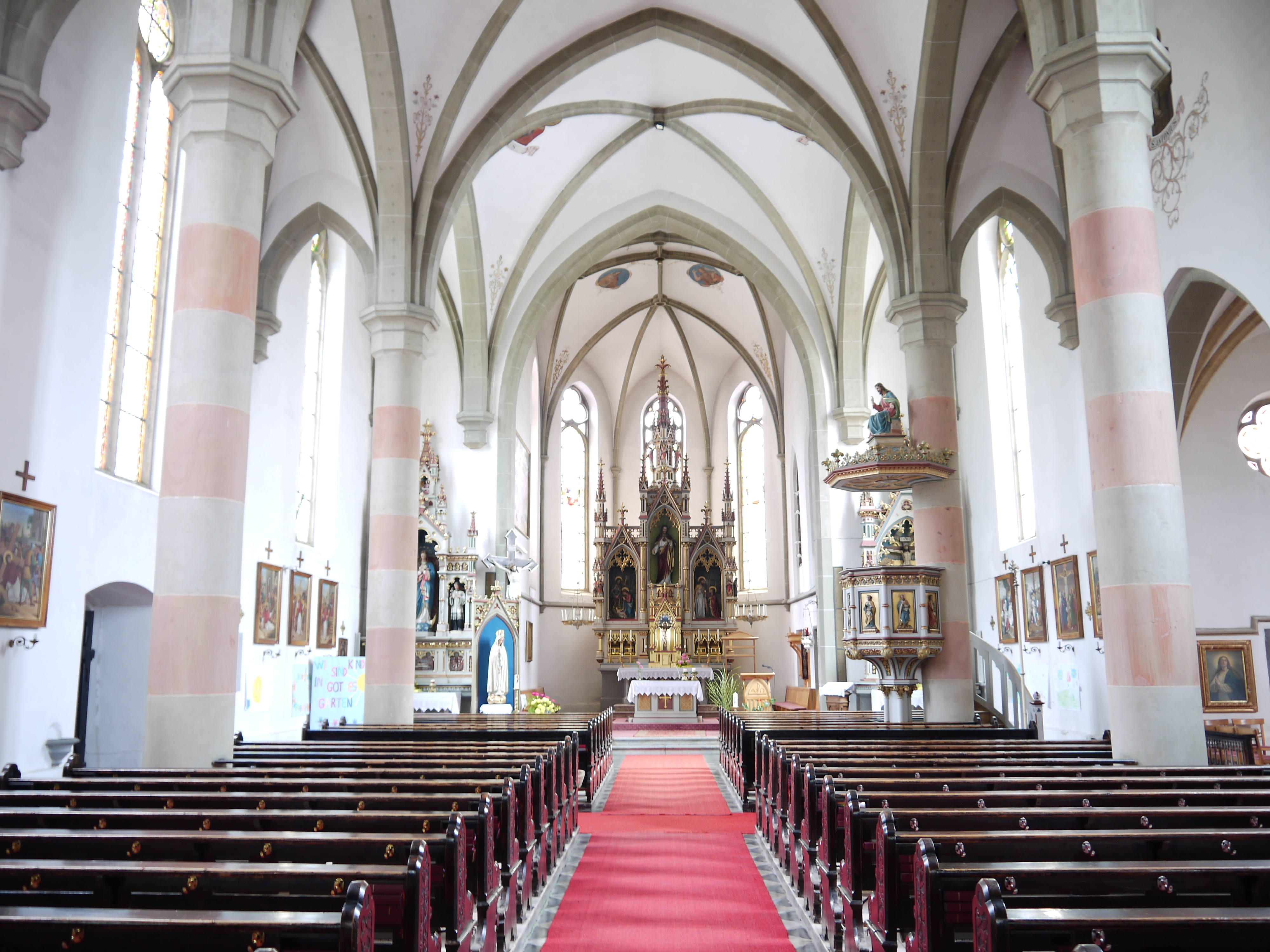
Im Langhaus zum Chor

Die römisch-katholische Pfarrkirche Bruckmühl steht im Ort Bruckmühl in der Marktgemeinde Ottnang am Hausruck im Bezirk Vöcklabruck in Oberösterreich. Die zum heiligsten Herz Jesu geweihte Kirche gehört zum Dekanat Schwanenstadt in der Diözese Linz. Die Kirche steht unter Denkmalschutz.

## Geschichte
Die Kirche wurde von 1884 bis 1889 nach Plänen des Linzer Dombaumeisters Otto Schirmer erbaut.

## Architektur
Die neugotische Hallenkirche hat ein breites Mittelschiff und schmale Seitenschiffe. Die Gewölbe setzen an den Arkaden in gleicher Höhe an und haben gleich hohe Scheitel, nur die Gurtbögen sind in den Seitenschiffen niedriger. Der Chorflankenturm hat einen Spitzhelm.

## Ausstattung
Die Einrichtung ist neugotisch.